# روجا (صربستان)
روجا (به صربی: Ruđa) یک منطقهٔ مسکونی در صربستان است که در توتین، صربستان واقع شده‌است. روجا ۱۰۳ نفر جمعیت دارد.